# Édit de Troyes
Premier édit d'Union datant du 15 avril 1630, l’édit de Troyes rassemble d'autorité les villes de Montferrand et Clermont pour laisser place à la nouvelle ville unifiée Clermont-Ferrand.
Cette union est confirmée en 1731 par Daniel-Charles Trudaine avec le 2e Édit d'Union. Pourtant, à cette époque Montferrand n'est qu'une ville satellite de Clermont, ce qu'elle restera d'ailleurs jusqu'au début du XXe siècle. Désireuse de garder son indépendance, la ville de Montferrand fera trois demandes d'indépendance en 1789, 1848 et 1863, toutes refusées.